# Threnia longipennis
Threnia longipennis là một loài ruồi trong họ Asilidae. Threnia longipennis được Schiner miêu tả năm 1868. Loài này phân bố ở vùng Tân nhiệt đới.